# Schlingenthal
Schlingenthal ist ein Ortsteil von Marialinden in der Stadt Overath im Rheinisch-Bergischen Kreis in Nordrhein-Westfalen, Deutschland.

## Lage und Beschreibung
Schlingenthal liegt am oberen Teil des rund sechs Kilometer langen Schlingenbachs, der einer Quelle und kleineren Zuflüssen am Kleinen Heckberg bei Federath entspringt und bei Vilkerath in die Agger mündet. Fast der gesamte Bereich des Schlingenbachtals mit seiner besonderen Pflanzen- und Tierwelt steht unter Naturschutz. Schlingenthal ist über die schmale Kreisstraße 37 zu erreichen, im Übrigen weitgehend verkehrsfrei und von Wanderwegen durchzogen, die auch zu einem Angelpark leiten. Kurz vor Vilkerath führt eine 280 Meter lange Autobahnbrücke der A4 über das Gebiet.

## Geschichte
Schlingenthal wurde erstmals im 13. Jahrhundert als Slingendale urkundlich erwähnt, eine weitere Erwähnung als zor Slindenbach fand 1550 statt. Mndd. Slingen bedeutet sich winden, drehen, sich schlängelnd fortbewegen. Ahd. slingo ist eine ablautende Nebenform von shango (= Schlange).
Die Topographia Ducatus Montani des Erich Philipp Ploennies, Blatt Amt Steinbach, belegt, dass der Wohnplatz bereits 1715 zwei Hofstellen besaß, die als Schlingendahl beschriftet sind. Carl Friedrich von Wiebeking benennt die Hofschaft auf seiner Charte des Herzogthums Berg 1789 als Schlingenthal. Aus ihr geht hervor, dass der Ort zu dieser Zeit Teil der Honschaft Miebach im Kirchspiel Overath war.
Der Ort ist auf der Topographischen Aufnahme der Rheinlande von 1825 als Schlingendahl verzeichnet. Die Preußische Uraufnahme von 1845 zeigt den Wohnplatz unter dem Namen Schlingenthahl. Ab der Preußischen Neuaufnahme von 1892 ist der Ort auf Messtischblättern regelmäßig als Schlingenthal verzeichnet.
1822 lebten 30 Menschen im als Hof und Mühle kategorisierten und als Schlingendahl bezeichneten Ort, der nach dem Zusammenbruch der napoleonischen Administration und deren Ablösung zur Bürgermeisterei Overath im Kreis Mülheim am Rhein gehörte. Für das Jahr 1830 werden für den als Schlingenthal bezeichneten Ort 36 Einwohner angegeben. Der 1845 laut der Uebersicht des Regierungs-Bezirks Cöln als Hof und Mühle kategorisierte und als Schlingenthal bezeichnete Ort besaß zu dieser Zeit acht Wohngebäude mit 48 Einwohnern, alle katholischen Bekenntnisses. Die Gemeinde- und Gutbezirksstatistik der Rheinprovinz führt Schlingenthal 1871 mit zehn Wohnhäusern und 54 Einwohnern auf. Im Gemeindelexikon für die Provinz Rheinland von 1888 werden für Schlingenthal neun Wohnhäuser mit 41 Einwohnern angegeben. 1895 besitzt der Ort sieben Wohnhäuser mit 27 Einwohnern und gehörte konfessionell zum katholischen Kirchspiel Marialinden, 1905 werden sieben Wohnhäuser und 46 Einwohner angegeben.

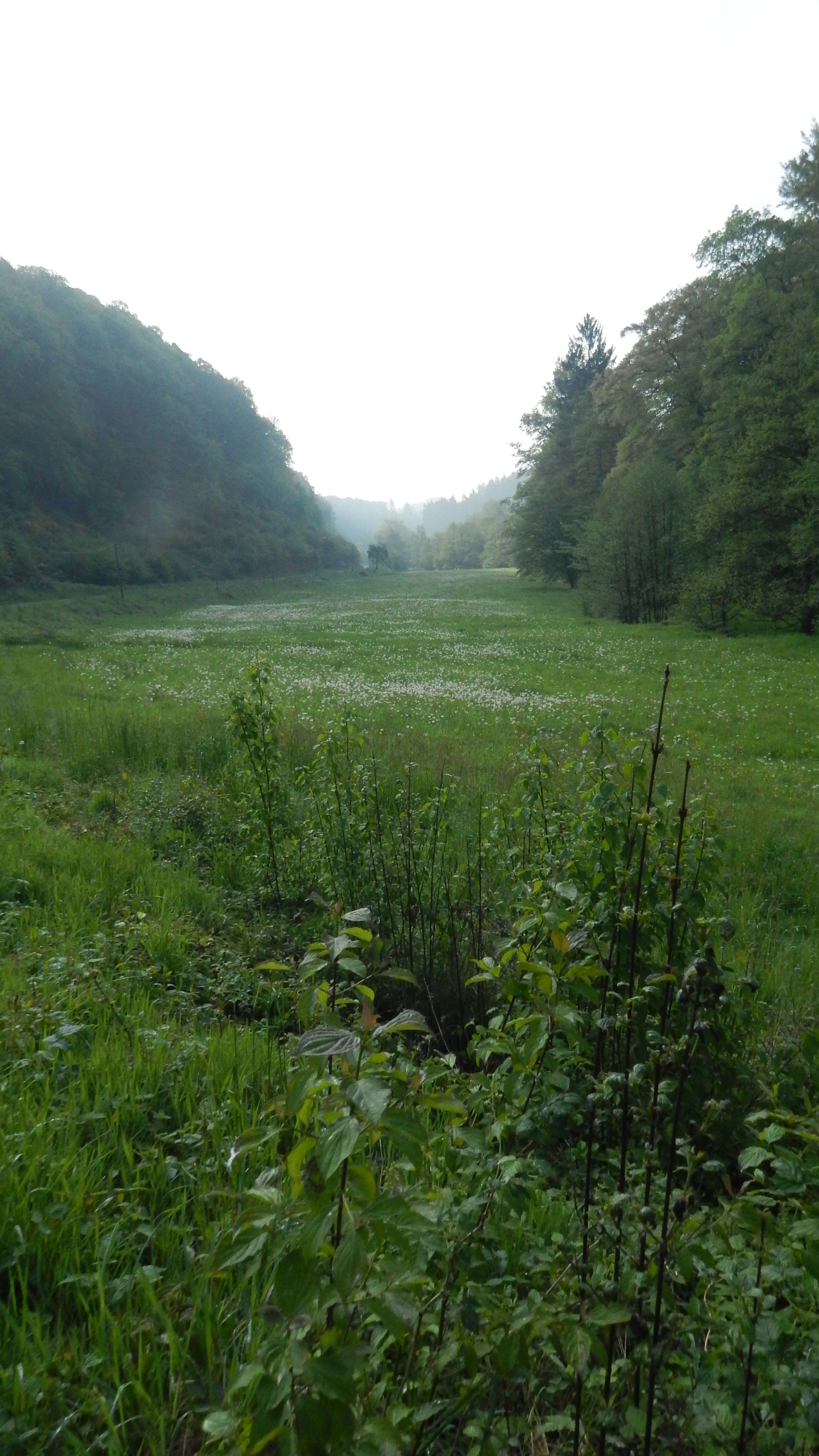
Schlingenbachthal
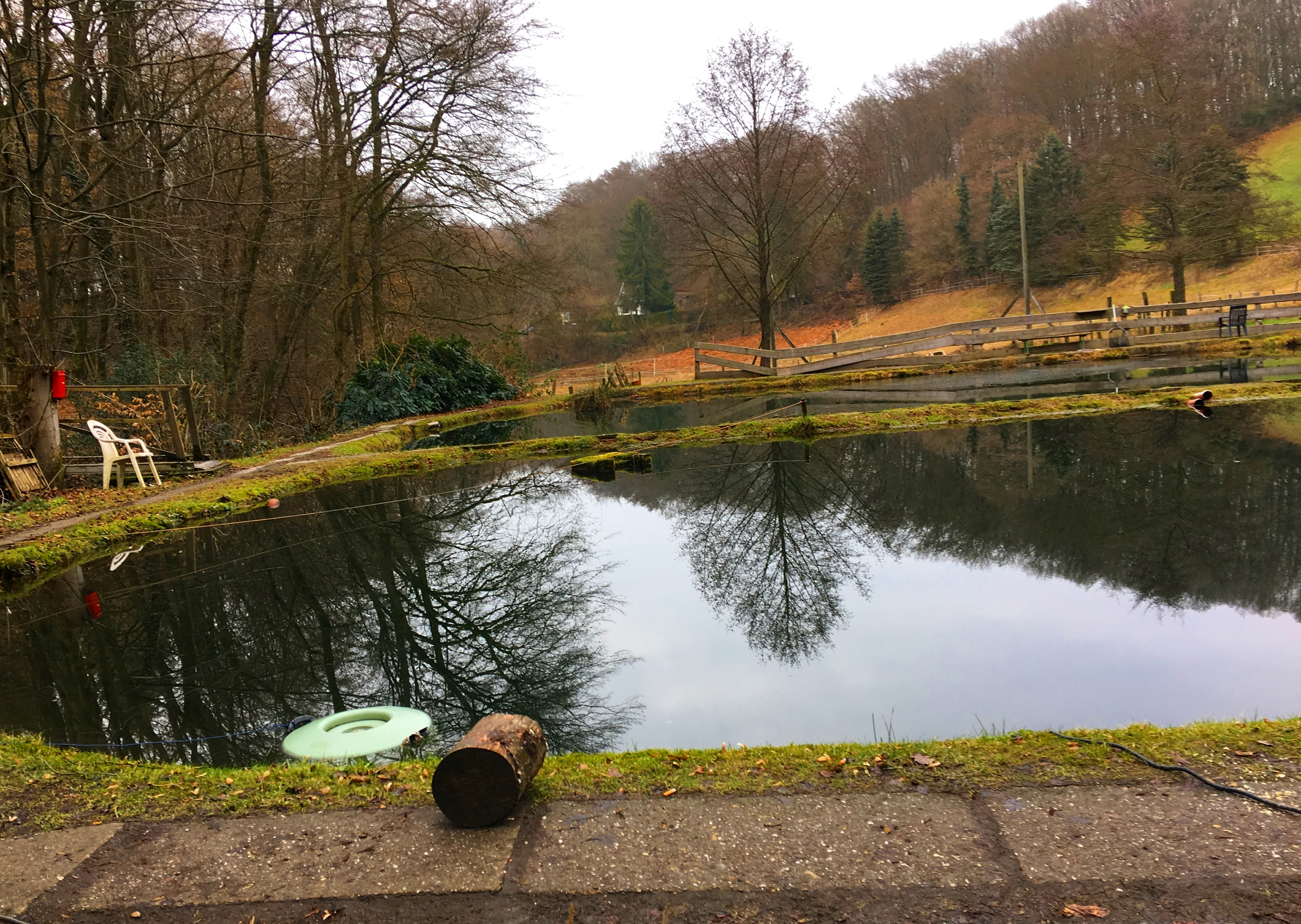
Anglerpark
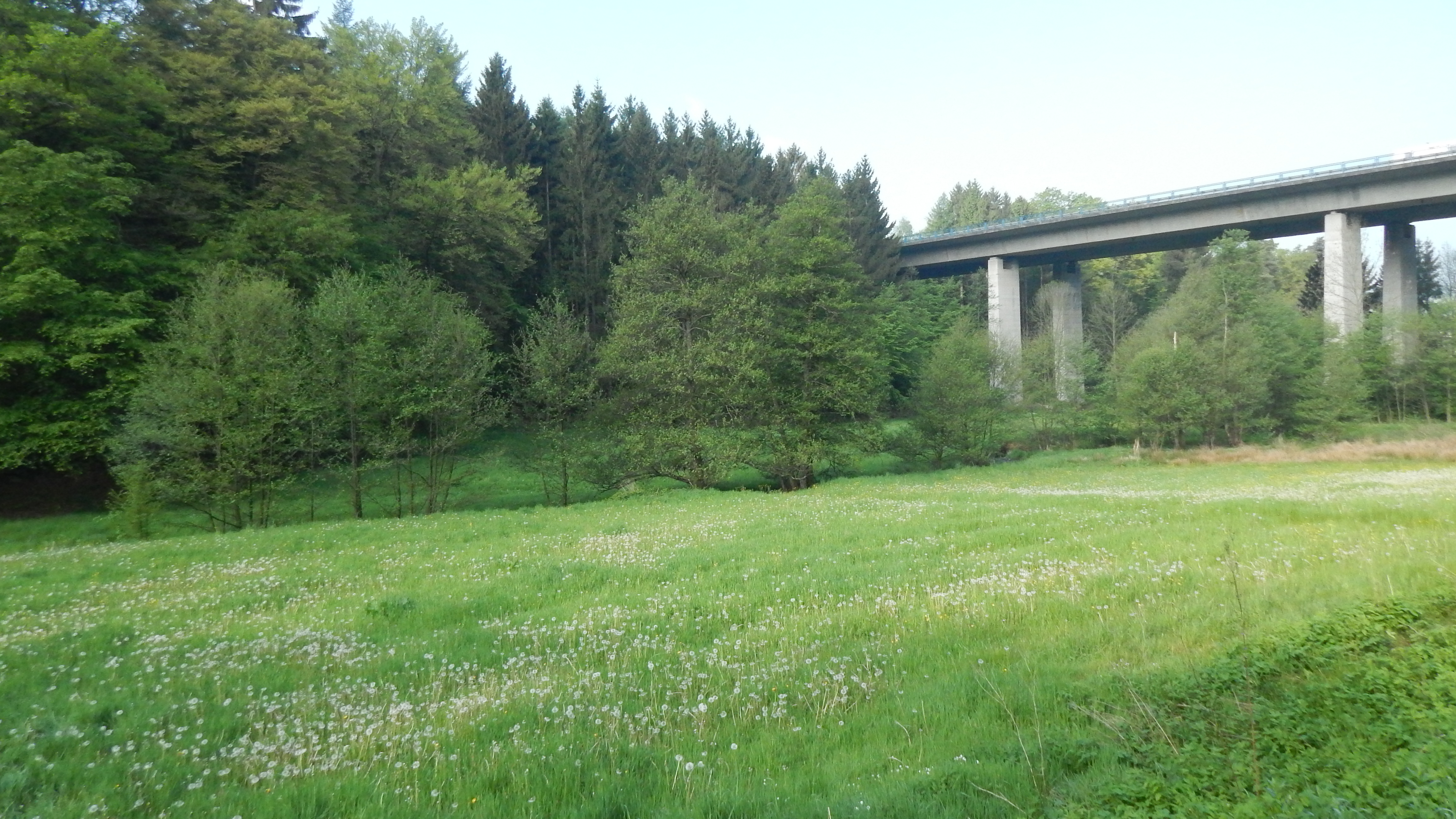
Autobahnbrücke